# Phytomastax hissarica
Phytomastax hissarica är en insektsart som först beskrevs av Bei-bienko 1947.  Phytomastax hissarica ingår i släktet Phytomastax och familjen Eumastacidae. Inga underarter finns listade i Catalogue of Life.